# Жолобов Віталій Михайлович
Віта́лій Миха́йлович Жо́лобов (нар.18 червня 1937, Стара Збур'ївка) — український космонавт та політик, полковник-інженер запасу, президент науково-дослідного судна «Космонавт Юрій Гагарін», академік, Дійсний член транспортної академії України. Є найстаршим космонавтом серед громадян України.

## Біографія
Жолобов Віталій Михайлович народився 18 червня 1937 року в селі Стара Збур'ївка Голопристанського району Херсонської області.
Дитячі роки пройшли на березі Каспійського моря. 1959 року закінчив механічний факультет Азербайджанського інституту нафти та хімії за фахом автоматичні, телемеханічні та електровимірювальні прилади. Інженер-електрик.
У 1963 році був зарахований до загону радянських космонавтів (1963 Група ВВС F2).

## Космічні польоти
Віталій Жолобов з 6 липня по 24 серпня 1976 року здійснив політ у космос разом з Борисом Волиновим на космічному кораблі «Союз-21» до орбітальної станції «Салют-5» як бортінженер. Політ, запланований на 60 діб, тривав 49. Причиною його завершення став неприємний запах, який космонавти відчули на борту, він нагадував запах токсичного ракетного пального, про що Віталій Жолобов повідомив до Центру управління польотом. Керівництво вважало за потрібне перервати політ, щоб не наражати на небезпеку екіпаж, тим більше що на той момент серйозна програма науково-технічних і медико-біологічних досліджень була успішно завершена.

## Подальша діяльність
У 1986 році був активним учасником ліквідації наслідків аварії на ЧАЕС. Після аварії брав безпосередню участь у евакуації людей та обладнання з міста Прип'яті.
У 1987—1991 роках був керівником аерокосмогеологічної партії в м.Ноябрськ Тюменської області РРФСР. У 1991—1992 роках — завідувач кафедри філії Інституту підвищення кваліфікації Міністерства геології Росії. З 1993 — голова Ради Героїв Радянського Союзу м. Києва. 1993 року обраний дійсним членом Транспортної академії України.
У 1993 році він став ініціатором створення та очолив Херсонський фонд «Космонавт Гагарін» із соціального захисту інвалідів, малозабезпечених, воїнів-афганців та постраждалих від аварії на Чорнобильській АЕС.
У 1994 році обраний у Херсонській області Головою Херсонської обласної ради — головою Херсонської обласної адміністрації. Обіймав цю посаду до 1996 року. В цей час його заступника вбив найманий вбивця
З 12 червня 1996 року по 4 лютого 1997 року обіймав посаду заступника Генерального директора Національного космічного агентства України. З 1999 року — голова ради Київської організації «Слава», з 2001 року — президент Всеукраїнського об'єднання «Слава».
З 11 квітня 2002 до 2015 року — президент Аерокосмічного товариства України.

## Нагороди та відзнаки
Нагороджений орденом Леніна, медаллю «Золота Зірка», «Льотчик-космонавт СРСР».
Орден «За заслуги» III ст. (11 квітня 2008) — за значний особистий внесок у зміцнення ракетно-космічного потенціалу України, вагомі здобутки у створенні і впровадженні космічних систем і технологій, високу професійну майстерність
Почесний громадянин міст: Херсон, Гола Пристань, Калуга, Прокоп'євськ (Росія), Цілиноград (Казахстан).